# Röd navelkantlav
Röd navelkantlav (Rhizoplaca chrysoleuca) är en lavart som först beskrevs av James Edward Smith, och fick sitt nu gällande namn av Friederich Wilhelm Zopf. Röd navelkantlav ingår i släktet Rhizoplaca och familjen Lecanoraceae.  Arten är reproducerande i Sverige. Inga underarter finns listade i Catalogue of Life.

## Källor

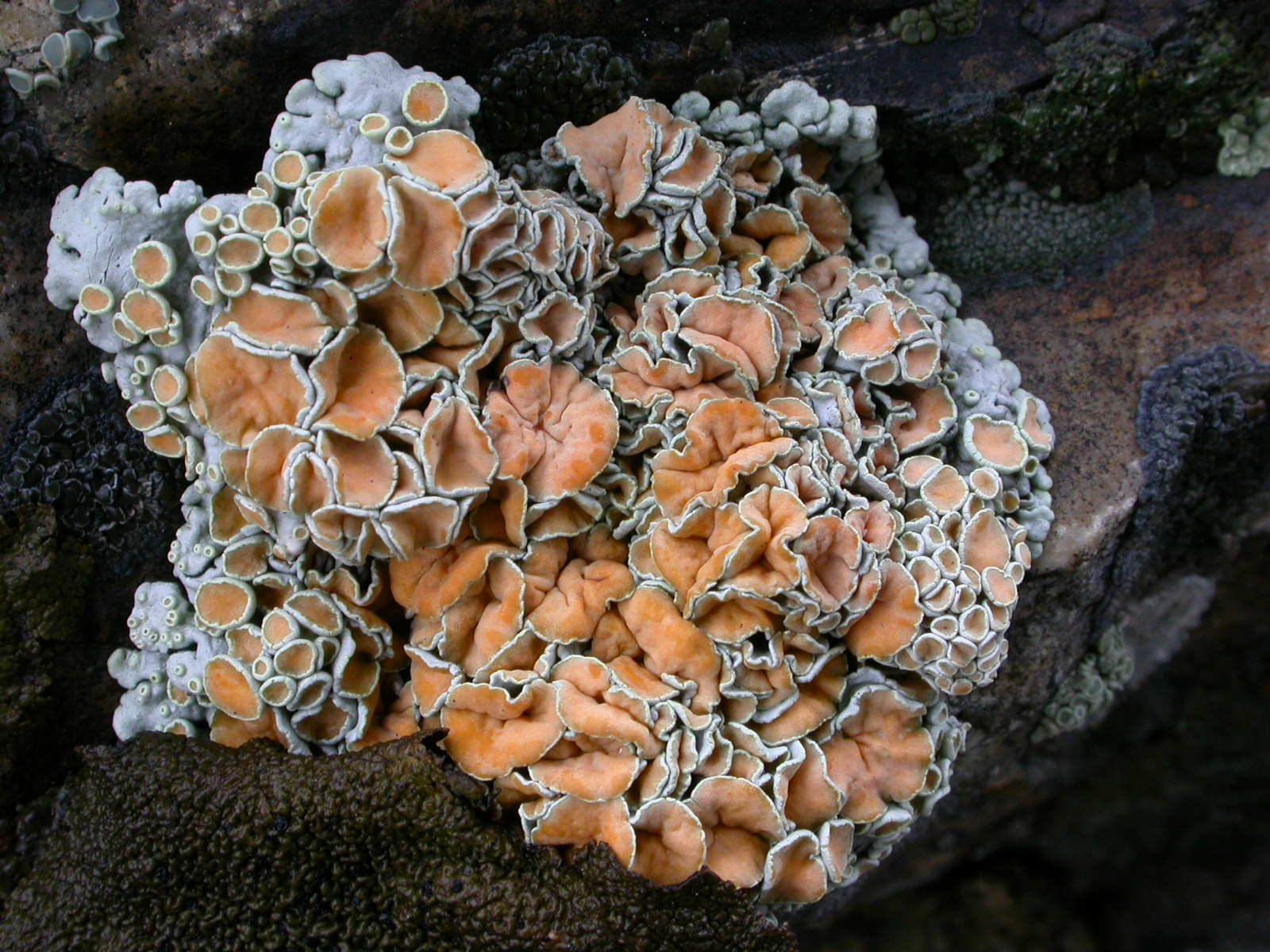
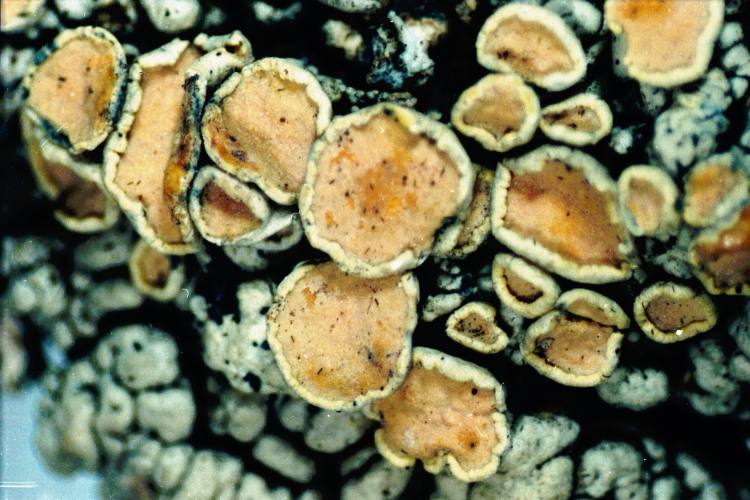
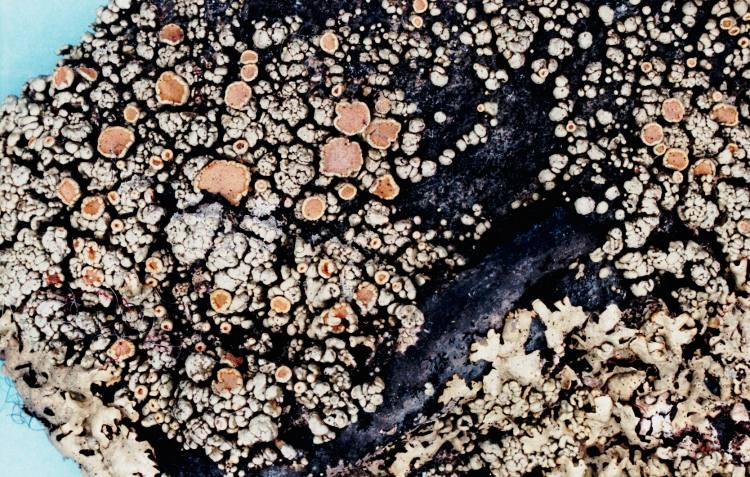
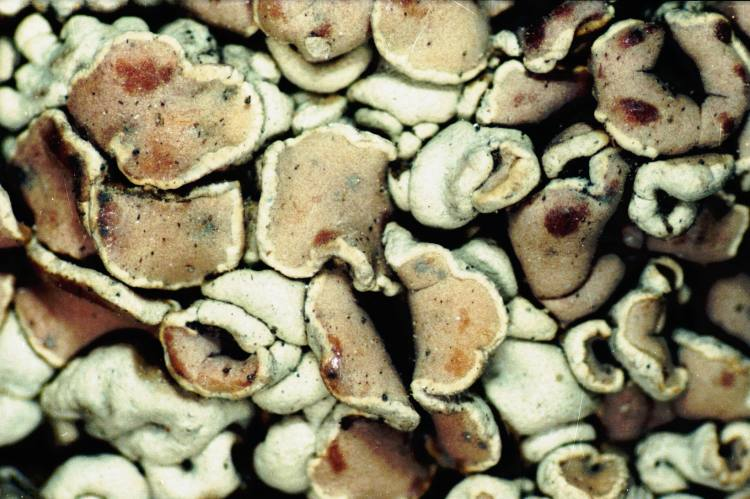
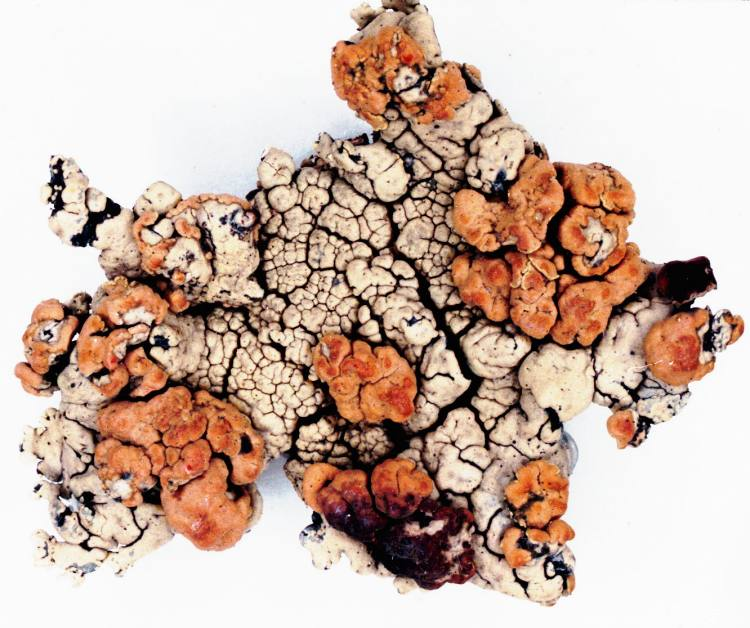